# Viverra zibetha
Вівера індійська, або велика (Viverra zibetha) — вид хижих ссавців роду вівера (Viverra) родини віверових (Viverridae) з підряду котовиді (Feloidea).

## Поширення
Діапазон поширення: Лаос, Малайський півострів, Таїланд, В'єтнам, Камбоджа, південний Китай, північно-східна Індія, М'янма, Непал, Бутан, Сингапур, на Андаманських островах. Цей вид був зареєстрований в незайманих лісах (як вічнозелених так і листяних), вторинних лісах і плантаціях на висотах до 1.600 м над рівнем моря.

## Морфологія
Морфометрія. Довжина голови й тіла: 750—850 мм, довжина хвоста: 380—460 мм, довжина задньої ступні: 110—140 мм, вага: 8–9 кг.
Опис. Горло прикрашене контрастним чорно-білим малюнком, який складається з трьох чорних намистоподібних смуг, розділених ширшим білим тлом. Загальний колір сірий або рудувато-коричневий з темним візерунком на боках, що складається з хвилястих ліній, часто з деякими плямами на ногах; картина іноді дуже розпливчаста. Є темний гребінь волосся від задньої частини шиї до основи хвоста, який підіймається коли тварина відчуває загрозу. Хвіст смугастий до кінчика, з п'ятьма або шістьма широкими чорними смугами, розділеними вузькими, але суцільними білими кільцями. Підошви лап сильно волохаті між подушечками, з оболонкою шкірою над нігтями на третьому і четвертому пальцях.
Подібні види. Viverra tangalunga — вид менший, з набагато більшими чорними смугами на хвості, і чорний спинний гребінь продовжується вздовж верхньої частини хвоста. Viverra megaspila має більшу голову з більш довгою, опуклою мордочкою; тіло з чіткими темними плямами або смугами на боках, чорний гребінь продовжується вздовж верхньої частини хвоста так, що білі смуги розбиті; дистальна половина хвоста зазвичай темна.

## Поведінка, життєвий цикл
Солітарний, нічний вид, хоча є записи денної активності тварин. В основному наземний, хоча також може лазити по деревах. Їсть будь-яку тварину, яку може зловити, в тому числі ящірок, дрібних ссавців, птахів і риб, а також фрукти і інших рослинні матеріали.

## Загрози та охорона
Втрата і деградація місць проживання становить загрозу для цього виду. На нього полюють заради м'яса по всьому ареалі. Наземні дрібні хижаки піддаються високому впливу полювання за допомогою пасток у більшої частини південно-східної Азії. Знаходиться в кількох природоохоронних територіях.